# Centrs
Centrs es un barrio de la ciudad de Riga, Letonia.

## Superficie
Posee una superficie de 3,732 kilómetros cuadrados (373,2 hectáreas).

## Población
Hasta 2021 presentaba una población de 29 522 habitantes, con una densidad de población de 7910,5 habitantes por kilómetro cuadrado.

## Transporte

### Rutas
- Autobús: 1, 2, 3, 4, 5, 6, 7, 8, 9, 10, 11, 12, 13, 14, 16, 18, 20, 21, 23, 24, 25, 26, 30, 32, 37, 38, 39, 41, 43, 47, 50, 51, 52, 53, 54, 55, 57.[1]
- Trolebús: 1, 3, 5, 9, 11, 12, 13, 14, 15, 17, 18, 19, 20, 22, 23, 24, 25, 27.[1]
- Tranvía: 1, 3, 5, 7, 11, Retro.[1]
- Autobús expreso: 338, 300, 316, 322, 336, 346, 370.[1]